# Cep
Cep är en ort i Tjeckien.   Den ligger i regionen Södra Böhmen, i den centrala delen av landet, 130 km söder om huvudstaden Prag. Cep ligger 463 meter över havet och antalet invånare är 189.
Terrängen runt Cep är platt. Runt Cep är det ganska glesbefolkat, med 48 invånare per kvadratkilometer. Närmaste större samhälle är Suchdol nad Lužnicí, 6,1 km sydost om Cep. I omgivningarna runt Cep växer i huvudsak blandskog.